# Genetica dell'invecchiamento
La genetica dell' invecchiamento riguarda generalmente l'estensione della vita associata ad alterazioni genetiche, piuttosto che a malattie di invecchiamento accelerato che portano alla riduzione della durata della vita. Essa è stata oggetto di ricerca per almeno settant'anni, ma solamente negli ultimi decenni ha riscosso grande successo.

## Storia
La prima mutazione trovata per aumentare la longevità in un animale è stata nel gene Age-1 in Caenorhabditis elegans. Michael Klass ha scoperto che la durata della vita di C. elegans potrebbe essere alterata da mutazioni, ma egli credeva che l'effetto era dovuto al consumo di cibo ridotto (restrizione calorica). Thomas Johnson, in seguito, ha dimostrato che l'estensione della vita fino al 65% è dovuta alla mutazione in sé, piuttosto che a causa di restrizione calorica, e ha definito il gene Age-1 come la causa, in attesa che altri geni che controllano l'invecchiamento sarebbero stati trovati. Il gene Age-1 codifica per la subunità catalitica di classe I fosfatidilinositolo 3-chinasi (PI3K). 
Un decennio dopo la scoperta di Johnson del gene daf-2, uno dei due geni essenziali per la formazione della larva, è stato dimostrato da Cynthia Kenyon che una mutazione del gene suddetto possa raddoppiare la durata della vita in C. elegans. Prima dello studio di Kenyon si credeva che la durata della vita potesse essere aumentata solo a costo di una perdita di capacità riproduttiva, ma i nematodi hanno mantenuto la capacità riproduttiva giovanile così come i nematodi non mutati
La successiva modificazione genetica (mutazione PI3K-null) in C. elegans è stata indicata per estendere la durata massima della vita di dieci volte. 
Negli organismi modello, soprattutto nel lievito Saccharomices cerevisiae e nel verme Caenorhabditis elegans, sono stati identificati numerosi geni capaci di influenzare il processo di senescenza.
In Drosophila melanogaster la durata della vita è stata raddoppiata. Mutazioni genetiche nei topi possono aumentare la durata della vita massima a 1,5 volte il normale, e fino a 1,7 volte il normale quando combinato con la restrizione calorica.